# Taca Tac Teuf Teuf
Taca Tac Teuf Teuf, « périodique illustré publié par les groupes d'autos-mitrailleuses », est conçu à l'automne 1916 par Édouard Sené et Pierre E. Lamaison, respectivement maréchal-des-logis et mitrailleur au 12e groupe d'autos-mitrailleuses et autos-canons, alors que leur unité se trouve cantonnée dans le secteur de Choisy-au-Bac, à quelques kilomètres à l'est de Compiègne. Seuls 9 numéros paraissent de janvier 1917 à mars 1918, la publication étant arrêtée définitivement du fait des combats intenses du printemps et de l'été 1918.

## Ligne éditoriale
Une annonce en donne l'orientation quelques semaines avant la sortie du premier numéro :

« Le Tacatac-Teuf-Teuf
C'est le titre d'un nouveau journal illustré qui sera publié sur le front 
par les groupes d'autos-mitrailleuses et autos-canons.
Son but : tuer le temps.
Ses moyens : de fortune.
Sa devise : le "thank", c'est de l'argent.
Le Tacatac-Teuf-Teuf démarrera le 15 janvier 1917, avec ou sans l'agrément de la censure qui, sur le front, n'a rien à voir. »

### Vivre l'actualité
La ligne éditoriale de Taca Tac Teuf Teuf ne diffère pas fondamentalement de celle des autres journaux de tranchées imprimés, bien que - comme l'indique son sous-titre - ses initiateurs aient voulu consacrer une place significative aux illustrations.
Publié sur 12 pages pour les cinq premières livraisons, le journal est réduit à 8 pages pour les quatre derniers numéros disponibles.
Sur les 60 pages des 5 premiers numéros, un tiers est consacré aux dessins, dont 11 en pleine page dus à Félix Del Marle et Pierre E. Lamaison qui s'expriment dans des styles bien différents.

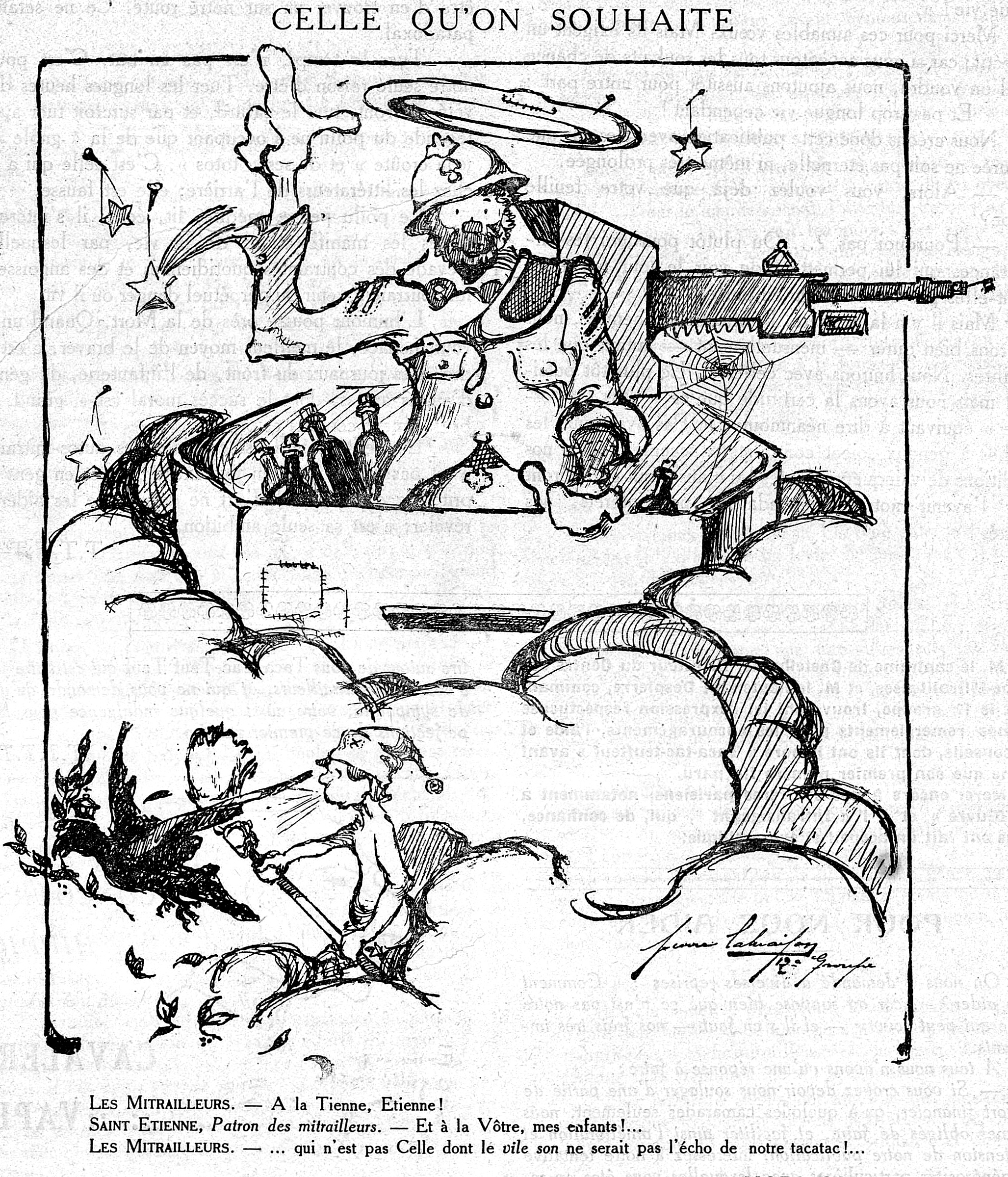
La UNE du n°1 par P. E. Lamaison.
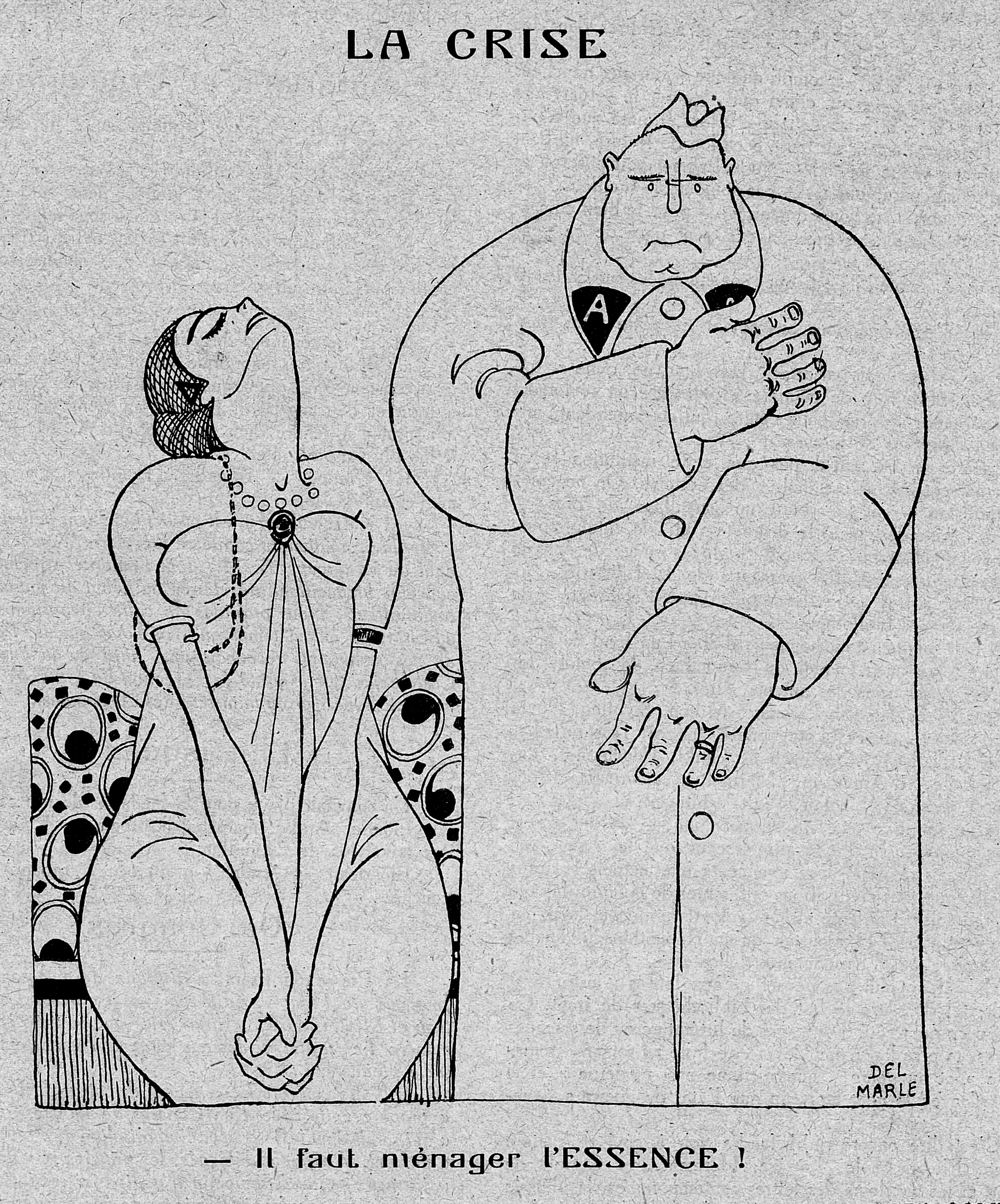
La UNE du n°2 par F. Del Marle.

La fiction sous forme de nouvelles, poèmes, satires, occupe un peu plus du deuxième tiers des pages. Le reste se répartit entre la page d'édito, les informations factuelles, promotions, citations, décorations, mutations, récits sur les faits d'armes des personnes et des unités et enfin, de temps à autre, une page culturelle intitulée « La littérature d'après-guerre » signée par Jean de Létraz.
Si l'ironie, parfois mordante, n'est absente ni des dessins ni des textes, on remarque que la publication veille à éviter les grivoiseries et les facilités de fond et de forme fréquentes dans nombre d'autres publications du front. La nostalgie sourd dans les textes, mais elle ne prend pas les tournures signalées dans de nombreux articles consacrés aux permissions passées à l'arrière.
Il est impossible de savoir si les textes sont soumis à lecture préalable ou à censure, la mention « vu par la censure du CC [corps de cavalerie] » en bas de la dernière page du n°9 et dernier disponible, pouvant aussi bien correspondre à une réalité qu'à une pirouette ironique.

### Écrire pour l'Histoire
L'insertion des responsables du journal dans plusieurs réseaux parisiens, culturels, politiques, littéraires, leur permet de prendre rapidement conscience qu'ils écrivent aussi pour l'Histoire. On ne sait comment s'établit le contact entre Édouard Sené et M et Mme Henri Leblanc. Toujours est-il que le n°5 de Taca Tac Teuf Teuf célèbre leur « Musée de la Guerre », 4 avenue Malakoff à Paris, et invite les permissionnaires à visiter ce lieu où se constitue jour après jour la mémoire vivante du conflit en cours. Le couple Leblanc rassemble à mesure de leur parution des milliers d'exemplaires des journaux de tranchées, dont ce journal des autos-mitrailleuses, parvenu jusqu'à nous grâce à eux, par l'intermédiaire de la Bibliothèque de documentation internationale contemporaine (BDIC) à qui Louise et Henri Leblanc ont légué toutes leurs archives dès 1917.

Leur initiative s'inscrit dans une pratique plus répandue dans les pays anglo-saxons où la commémoration se vit comme un acte patriotique et citoyen.

## Contributeurs
- Félix Del Marle, 27 ans, peintre et illustrateur, affecté en 1916 au 11e  GAMAC, publie dans chaque numéro plusieurs illustrations, dont la UNE de 7 des 9 livraisons.
- François Désert, soldat du 11e GAMAC propose quelques poèmes dont une courte parodie d'une des célèbres tirades de Cyrano de Bergerac, où les « Cadets de Gascogne » deviennent les « Cadets de Castelbajac », en hommage au capitaine Arnaud de Castelbajac, commandant les groupes d'autos-mitrailleuses et autos-canons[5].
- Pierre E. Lamaison, 21 ans, autodidacte, engagé volontaire en 1915, maître pointeur au 12e  GAMAC, signe de nombreuses illustrations en pleine page et en fraction de pages, ainsi que des textes de fiction et des poèmes, soit de son nom, soit Pierre Lebasque, soit par un logo en triangle Lp, soit P.E.L. Il est vraisemblablement l'auteur des pages d'information sur les groupes et les hommes.
- Jean de Létraz, 20 ans, étudiant, déjà auteur dramatique[6], mitrailleur au 3e GAMAC signe de son nom la rubrique littéraire. Il est vraisemblablement l'auteur de quelques billets humoristiques sous le pseudonyme Jean-E-Bayard et d'autres textes signés De L.
- J. L., lieutenant du 1er Groupe de 47 publie un long sonnet sur le fonctionnement, fort complexe, de la mitrailleuse de la Manufacture d'armes de Saint-Étienne, détestée des personnels.
- Bruno Leydet, 26 ans, homme de lettres, maréchal-des-logis au 13e GAMAC, promu sous-lieutenant en juin 1917, grièvement blessé, affecté temporairement au 300e régiment d'infanterie[7],[8]. Il décline dans le n°3 du journal plusieurs pastiches du récit d'un épisode daté du 27 août 1916 sur la Voie romaine en Champagne.
- Max, livre quelques dessins.
- Édouard Sené[9], 30 ans, illustrateur et journaliste, anarchiste et syndicaliste[10], affecté en 1916 au 12e  GAMAC, maréchal-des-logis, directeur de la publication, rédige vraisemblablement l'édito de la page 2 et signe  E. S. quelques textes et poèmes.

Contributeurs de Taca Tac teuf Teuf.
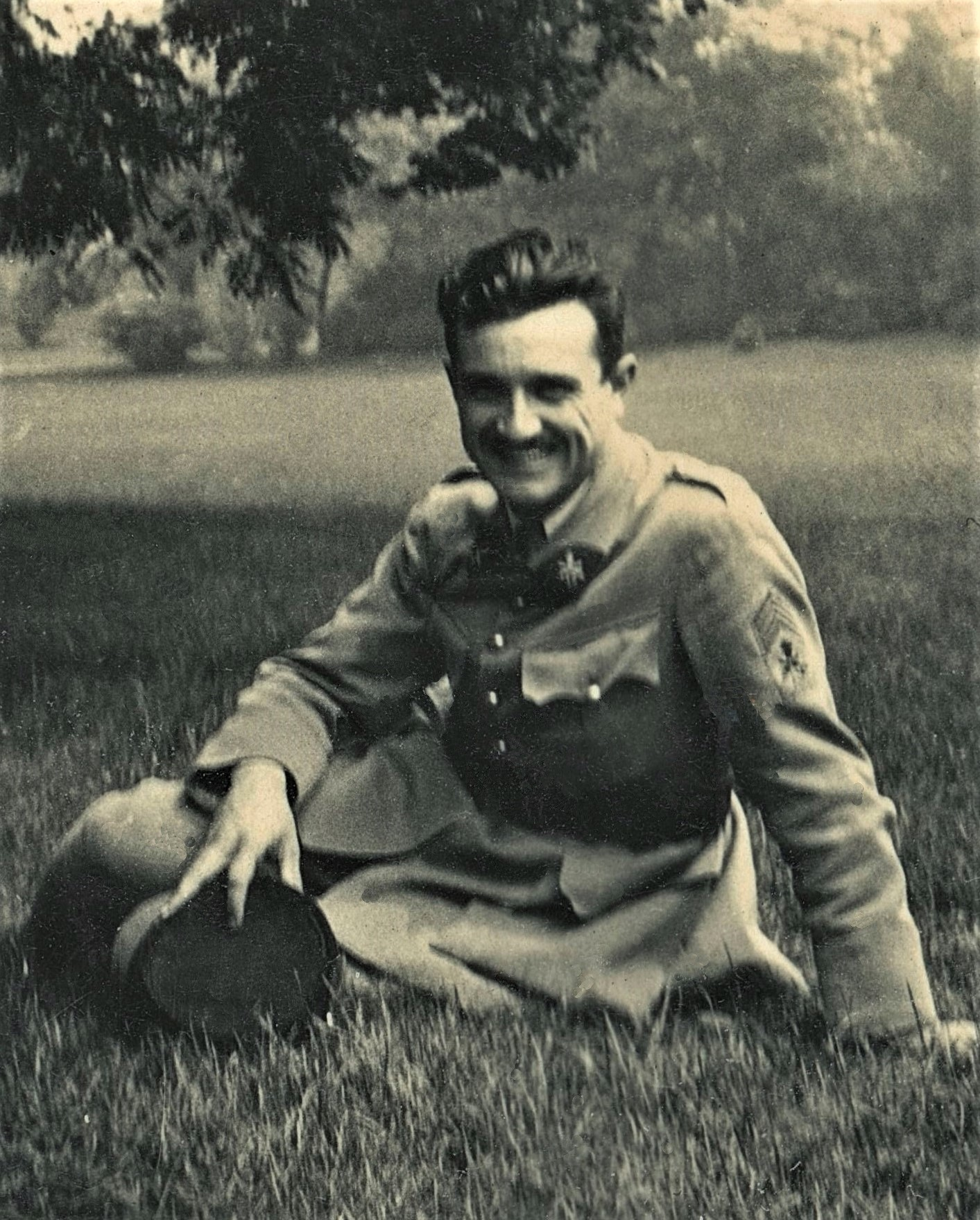
Pierre E. Lamaison.
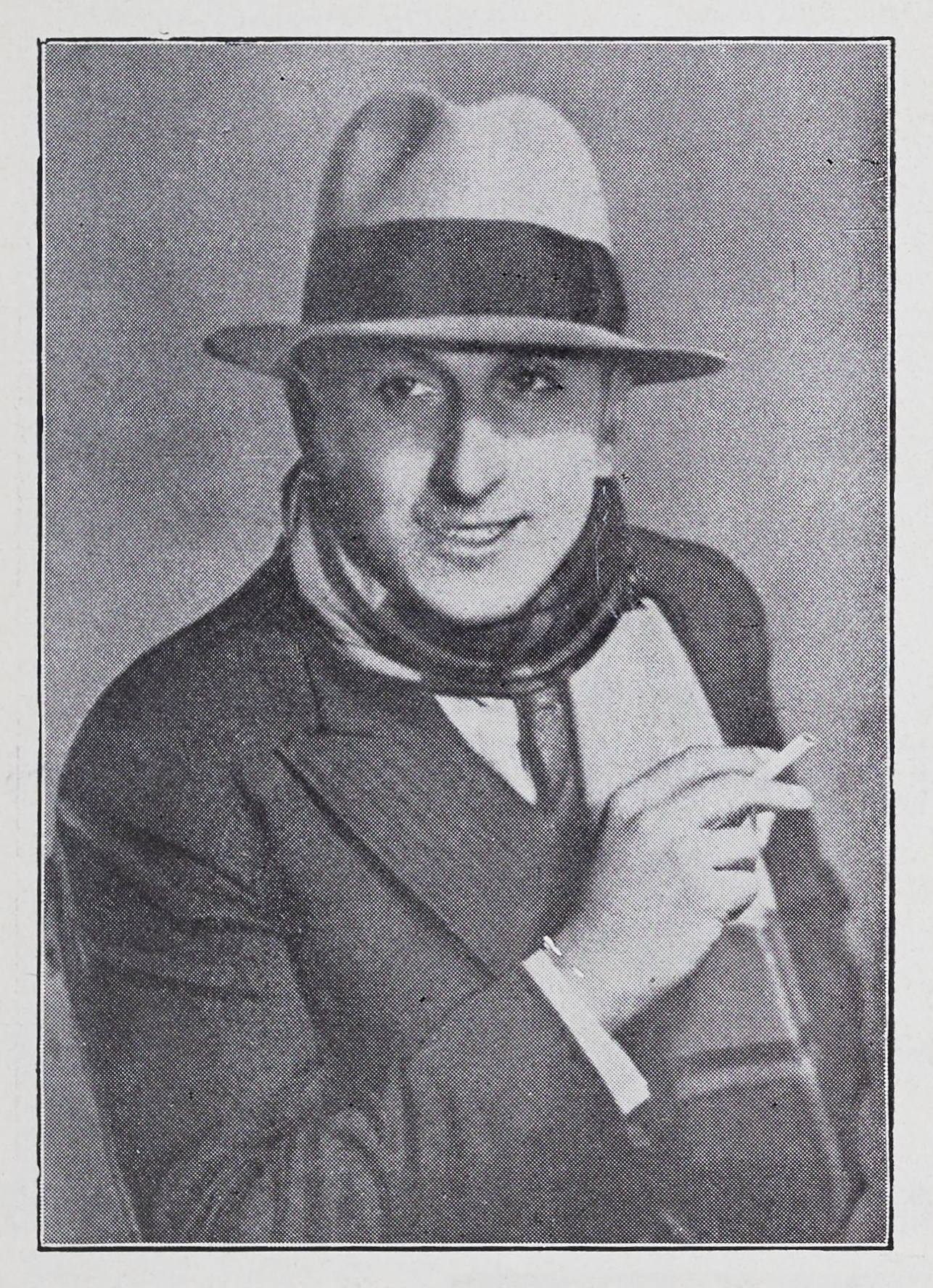
Jean de Létraz.

## Gestion
Les responsables du journal n'hésitent pas à publier les comptes de la première année de publication :

« Après une année d'existence, il convient que Taca Tac Teuf Teuf publie son bilan, ne serait-ce que pour se conformer à la loi sur les bénéfices moraux de guerre.

On verra par cette simple lecture combien la vie des pauvres journaux du front est précaire, et quelle grande indulgence doivent avoir leurs lecteurs et leurs abonnés, non seulement pour les imperfections inévitables, mais surtout pour une irrégularité devenue chronique et dont nos soucis matériels sont la seule cause.

Pour l'année 1917, nos dépenses s'établissent ainsi :
Impression, papier 1 812,00 fr
Clichés                     695,00 fr
Divers                         57,15 fr
Total dépenses      2 564,15 fr

Dans le même temps nos recettes s'établissent ainsi :
Abonnements et dons    820 fr
Ventes dans les groupes 200 fr
Publicité                        350 fr
Encouragements officiels
Total recettes               1 370 fr

Notre bilan s'établit donc en fin d'année par un déficit de 1 194,15 fr que nous comblons par notre apport personnel, ce qui est la plus simple et la plus rapide  manière de rétablir notre équilibre.
 »